# POP GROOVER The Best
『POP GROOVER The Best』（ポップ・グルーヴァー・ザ・ベスト）とは、1987年12月19日に発売された荻野目洋子の4枚目の企画アルバムのタイトルである。発売元はビクター音楽産業。（LP：SJX-30350、CT：VCH-10418、CD：VDR-1469）

## 概要
- 既に発表されているシングル曲と、アルバム曲のオリジナル・アレンジ版も収められている作品である。
- ジャケット写真は篠山紀信が担当。
- 「未来航海-Sailing-」から「心のままに〜I'm just a lady〜」までの4曲はこのアルバムが初出となるNew Versionで収録。当時のジャケットや歌詞カードの曲名には特に表記されておらず、ジャケット帯に「未発表ニューバージョン4曲」と記載されていた。
- シングルのオリジナルバージョンでの収録は「Dance Beatは夜明けまで」「六本木純情派」「北風のキャロル」のみで、その他のシングル曲は全てシングルとは違うバージョンでの収録となっている。
- LP盤は収録曲数が異なり、「D2D」と「NONSTOP DANCER」は未収録である。
- 1988年1月21日に、CD版を基にしたオフ・ボーカルアルバムが発売された。（『POP GROOVER The Best 荻野目洋子 "Off Vocal" Special』CD：VDR-25102 ）

## 収録曲
1. 未来航海-Sailing-
  - 作詞：神田ヒロミ　作曲：島津行良　編曲：米光亮
  - 無表記だが-New Version-である。
2. さよならから始まる物語
  - 作詞：康珍化　作曲：古本鉄也　編曲：米光亮
  - 無表記だが-New Version-である。
3. 恋してカリビアン
  - 作詞：松井五郎　作曲：中崎英也　編曲：米光亮
  - 無表記だが-New Version-である。
4. 心のままに〜I'm just a lady〜
  - 作詞・作曲：あらい舞　編曲：米光亮
  - 無表記だが-New Version-である。
5. ダンシング・ヒーロー (Eat You Up) -Special English Version-
  - 作詞・作曲：A.Kyte-.Baker　英語詞：Marco Bruno　編曲：馬飼野康二
6. フラミンゴ in パラダイス
  - 作詞：売野雅勇　作曲：NOBODY　編曲：船山基紀
  - アルバム『NON-STOPPER』収録Dance Mix。イントロはカットして編集されている。
7. 夏のステージ・ライト
  - 作詞：湯川れい子　作曲：大沢誉志幸　編曲：船山基紀
8. Dance Beatは夜明けまで
  - 作詞：森浩美　作曲：NOBODY　編曲：西平彰
9. 六本木純情派
  - 作詞：売野雅勇　作曲：吉実明弘　編曲：新川博
10. 湾岸太陽族
  - 作詞：売野雅勇　作曲：山崎稔　編曲：西平彰　（ホーンレンジ：鷺巣詩郎）
  - アルバム『246コネクション』収録のVersion II。
11. さよならの果実たち
  - 作詞：売野雅勇　作曲：筒美京平　編曲：武部聡志
  - アルバム『246コネクション』収録のVersion II。
12. 軽井沢コネクション
  - 作詞：売野雅勇　作曲：筒美京平　編曲：鷺巣詩郎
13. 北風のキャロル
  - 作詞：売野雅勇　作曲：筒美京平　編曲：新川博
14. D2D
  - 作詞：川村真澄　作曲：和泉常寛　編曲：新川博
  - CD・カセットのみ収録。
15. NONSTOP DANCER
  - 作詞：川村真澄　作曲：小室哲哉　編曲：清水信之
  - CD・カセットのみ収録。未表記だがアルバム『NON-STOPPER』収録のオリジナル・ヴァージョンより若干、尺が長くなっているヴァージョン。